# Голкохвіст сірогузий
Голкохвіст сірогузий (Chaetura cinereiventris) — вид птахів родини серпокрильцевих (Apodidae). 

## Поширення
Цей вид гніздиться у передгірних джунглях внутрішніх районів басейну Амазонки та Оріноко, південної Бразилії, Парагваю, північної Аргентини, Нікарагуа, Коста-Рики, а також на півдні Малих Антильських островів. Мешкає в різноманітних ландшафтах, включаючи низинні тропічні вічнозелені ліси, гірські вічнозелені ліси, сезонно затоплювані тропічні вічнозелені ліси та вторинні ліси. Висота коливається від рівня моря до 1800 м (5900 футів). 

## Підвиди
Виділяють сім підвидів:
- C. c. phaeopygos Hellmayr, 1906 — північно-східний Гондурас і від східного Нікарагуа через Коста-Рику до північно-західної Панами
- C. c. lawrencei Ridgway, 1893 — північна Венесуела, Тринідад, Тобаго та Гренада
- C. c. schistacea Todd, 1937 — схід Колумбії, захід Венесуели
- C. c. guianensis Hartert, E.J.O., 1892 — східна Венесуела і західна Гаяна
- C. c. occidentalis Berlepsch & Taczanowski, 1884 — від західної Колумбії через західний Еквадор до департаменту Тумбес на крайньому північному заході Перу
- C. c. sclateri Pelzeln, 1868 — в південній Венесуелі, південній Колумбії, північно-західній Бразилії у верхній частині басейну Амазонки, східному Перу та північному заході Болівії
- C. c. cinereiventris Sclater, P.L., 1862 — південно-східна Бразилія на південь через східний Парагвай до аргентинської провінції Місьйонес.

## Опис
Це невеликий серпокрилець довжиною близько 11,5 см і вагою близько 15 г. Верхня частина тіла чорна з трикутною смугою на крупі, нижня частина тіла сіра. Його хвіст довгий і темно-сірий.